# تاريخ مدينة دمشق (مجمع دمشق)
تاريخ مدينة دمشق هو موسوعة في التاريخ والتراجم متعددة الأجزاء يصدرها مجمع اللغة العربية بدمشق لكتاب "تاريخ مدينة دمشق - حماها الله - وذكر فضلها، وتسمية من حلٌَها من الأماثل، أو اجتاز بنواحيها من وارديها وأهلها" للإمام الحافظ علي بن الحسن بن هبة الله بن عبد الله المعروف بابن عساكر.
يُعَدُّ هذا الكتاب ثروةً ضخمة في التراث العربي، وهو أوسع ما أُلِّفَ عن دمشق وأكثره شمولًا، فلم يؤلَّف مثلُه في سعته وإحاطته، ولم يَلْحق بالحافظ أحدٌ ممَّن ألَّف في تاريخ المدن بعده؛ فهو نسيج وحده، لا يضارعه مؤلَّفٌ آخر.
يقع الكتاب في 80 مجلدة، وقد استغرق تأليفه قرابة ثلاثين سنة، ولم يقتصر على تاريخ مدينة دمشق فحسب، بل تناول تراجم الأعيان والأعلام ممن سكن بمدينة دمشق أو جاورها أو مرّ بها في تاريخ الإسلام إلى ما قبل سنة 1175م (571 هـ) وهي سنة وفاة المؤلف.
صدرت المجلدة الأولى سنة 1951 بتحقيق صلاح الدين المنجد ثم المجلدة الثانية للمحقق نفسه سنة 1954م، ثم تابع المجمع إصدار مجلدات هذا التاريخ من غير مراعاة ترتيب أرقام مجلداتها، وتخلل ذلك عدة انقطاعات. وقد بلغ عدد المجلدات التي أصدرها المجمع حتى سنة 2024م 63 مجلدة، تعاقب على تحقيقها ثلة من المحققين؛ منهم: صلاح الدين المنجد وشكري فيصل وسكينة الشهابي ومأمون الصاغرجي ورياض مراد ونشاط غزاوي.

### بيانات المجلدات
| رقم المجلدة | العنوان الفرعي                                                         | حققها                                                      | سنة النشر | المرجع |
| ----------- | ---------------------------------------------------------------------- | ---------------------------------------------------------- | --------- | ------ |
| 1           | مكانة مدينة دمشق وخصائصها                                              | صلاح الدين المنجد                                          | 1951      | [ 1 ]  |
| 2           | خطط دمشق                                                               | صلاح الدين المنجد                                          | 1954      | [ 2 ]  |
| 3           | السيرة النبوية - القسم الأول                                           | نشاط غزاوي                                                 | 1984      | [ 3 ]  |
| 4           | السيرة النبوية - القسم الثاني                                          | نشاط غزاوي                                                 | 1991      | [ 4 ]  |
| 7           | أحمد بن عتبة – أحمد بن محمد بن المؤمل                                  | عبد الغني الدقر                                            | 1984      | [ 5 ]  |
| 8           | أحمد بن محمد بن نفيس - إبراهيم بن شيبان القرميسيني                     | مأمون الصاغرجي                                             | 2020      | [ 6 ]  |
| 10          | بسر بن أبي أرطاة – ثابت بن أقرم                                        | محمد أحمد دهمان                                            | 1963      | [ 7 ]  |
| 11          | تتمة ثابت بن أقرم - حاجب القرشي                                        | فخر الدين قباوة                                            | 2011      | [ 8 ]  |
| 12          | حارثة بن بدر بن حصين – حبيب المؤذن                                     | أحمد فوزي الهيب                                            | 2011      | [ 9 ]  |
| 13          | الحجاج بن الحارث بن قيس القرشي - حزيب بن مسعود بن عدي الكلبي           | عدنان عمر الخطيب                                           | 2022      | [ 10 ] |
| 16 و 17     | حسان بن أبان البعلبكي - الحسن بن علي بن أبي طالب                       | حسن إسماعيل مروة                                           | 2010      | [ 11 ] |
| 18          | الحسين بن عبد الله بن محمد - الحكم بن يعلى بن عطاء                     | محمد أديب الجادر                                           | 2015      | [ 12 ] |
| 19          | حكيم بن حزام - خالد بن عبد الله بن أبي سفيان                           | مأمون الصاغرجي                                             | 2010      | [ 13 ] |
| 20          | خالد بن عبد الله بن رباح - داوود بن إيشا النبي                         | مأمون الصاغرجي                                             | 2018      | [ 14 ] |
| 21          | داود بن الأسود الجهني - ربعي بن عامر                                   | مأمون الصاغرجي                                             | 2018      | [ 15 ] |
| 22          | ربيعة بن أحمد – زر بن حبيش                                             | عدنان عمر الخطيب                                           | 2015      | [ 16 ] |
| 23          | زفر بن الحارس الكلابي - زيد بن سهل بن الأسود الأنصاري                  | عدنان عمر الخطيب و ياسين محمود الخطيب                      | 2018      | [ 17 ] |
| 24          | زيد بن سلام - سعد بن مالك أبي وقاص                                     | فاروق أسليم                                                | 2017      | [ 18 ] |
| 25          | سعد بن مالك بن سنان - سفيان بن مجيب                                    | مأمون الصاغرجي                                             | 2023      | [ 19 ] |
| 26          | سفيان بن وهب - سليمان بن داود الخشني                                   | مأمون الصاغرجي                                             | 2023      | [ 20 ] |
| 27          | سليمان بن داود الدمشقي - شمر بن عبد الله الخثعمي                       | رياض عبد الحميد مراد                                       | 2012      | [ 21 ] |
| 28 و 29     | شمعون أبو ريحانة– صدي بن عجلان                                         | محمد مجير الخطيب الحسني و سكينة الشهابي                    | 2020      | [ 22 ] |
| 31          | عاصم بن بحدل الكلبي – عايذ بن سعيد                                     | شكري فيصل                                                  | 1977      | [ 23 ] |
| 32          | عبادة بن أوفى – عبد الله بن ثوب                                        | شكري فيصل، ‏روحية النحاس و رياض عبد الحميد مراد             | 1982      | [ 24 ] |
| 33          | عبد الله بن جابر – عبد الله بن زيد                                     | شكري فيصل، ‏سكينة الشهابي و مطاع الطرابيشي                  | 1981      | [ 25 ] |
| 34          | عبد الله بن سالم – عبد الله بن أبي عائشة                               | مطاع الطرابيشي                                             | 1986      | [ 26 ] |
| 35 و 36     | عبد الله بن عبد الرحمن - عبد الله بن علي بن محمد                       | سكينة الشهابي                                              | 1997      | [ 27 ] |
| 37          | عبد الله بن عمران – عبد الله بن قيس                                    | سكينة الشهابي                                              | 2005      | [ 28 ] |
| 38          | عبد الله بن قيس بن مخرمة – عبد الله بن مسعدة                           | سكينة الشهابي                                              | 1987      | [ 29 ] |
| 39          | عبد الله بن مسعود – عبد الحميد بن بكار                                 | سكينة الشهابي                                              | 1986      | [ 30 ] |
| 40          | عبد الحميد بن حبيب – عبد الرحمن بن عبد الله                            | سكينة الشهابي                                              | 1987      | [ 31 ] |
| 41          | عبد الرحمن بن عبد الله بن الحسن – عبد الرحمن بن المسور بن مخرمة        | سكينة الشهابي                                              | 1991      | [ 32 ] |
| 42          | عبد الرحمن بن مصاد - عبد العزيز بن عمر بن عبد العزيز                   | سكينة الشهابي                                              | 1992      | [ 33 ] |
| 43          | عبد العزيز بن عمير - عبد الواحد بن زيد البصري                          | سكينة الشهابي                                              | 1993      | [ 34 ] |
| 44          | عبد الواحد بن سعيد – عبيدة بن أشعب و عبد الواحد بن سعيد، عبيدة بن أشعب | سكينة الشهابي                                              | 1995      | [ 35 ] |
| 45          | عبيدة بن عبد الرحمن بن حكيم – عثمان بن عطاء بن ميسرة                   | سكينة الشهابي                                              | 1996      | [ 36 ] |
| 46          | عثمان بن عفان                                                          | سكينة الشهابي                                              | 1984      | [ 37 ] |
| 47          | عثمان بن علي – عطاء بن أبي رباح                                        | سكينة الشهابي                                              | 1997      | [ 38 ] |
| 48          | عطاء بن أبي صيفي – علي بن أماجور                                       | سكينة الشهابي                                              | 1999      | [ 39 ] |
| 49          | علي بن بحر بن بري – علي بن صالح                                        | سكينة الشهابي                                              | 1999      | [ 40 ] |
| 50          | علي بن أبي طالب                                                        | رياض عبد الحميد مراد، ‏محمود الأرناؤوط و ياسين محمود الخطيب | 2008      | [ 41 ] |
| 51          | علي بن أبي طالب بن صبيح – علي بن المغيرة                               | سكينة الشهابي                                              | 2000      | [ 42 ] |
| 52          | علي بن المقلد - عمر بن الخضر                                           | سكينة الشهابي                                              | 2001      | [ 43 ] |
| 53          | عمر بن الخطاب                                                          | سكينة الشهابي                                              | 1994      | [ 44 ] |
| 54          | عمر بن خيران - عمرو بن بحر الجاحظ                                      | سكينة الشهابي                                              | 1995      | [ 45 ] |
| 55          | عمر بن بشر - عمرو بن معاوية                                            | سكينة الشهابي                                              | 1994      | [ 46 ] |
| 56          | عمرو بن معدي كرب - عياض بن مسلم                                        | سكينة الشهابي                                              | 2005      | [ 47 ] |
| 57          | عيسى بن أحمد - فراس الشعباني                                           | سكينة الشهابي                                              | 2005      | [ 48 ] |
| 59          | قتير حاجب معاوية - كيلان نوش بن خسر شاه                                | سكينة الشهابي                                              | 2001      | [ 49 ] |
| 60          | لبدة بن عامر بن خثعمة – محمد بن إدريس أبو عبد الله الشافعي             | سكينة الشهابي                                              | 2002      | [ 50 ] |
| 61          | محمد بن إدريس الرازي - محمد بن خداش                                    | سكينة الشهابي                                              | 2003      | [ 51 ] |
| 62          | محمد بن خراشة - محمد بن عبد الله (الخليفة المهدي)                      | سكينة الشهابي                                              | 2004      | [ 52 ] |
| 63          | محمد بن عبد الله الأنصاري - محمد بن عمر الجعابي                        | سكينة الشهابي                                              | 2004      | [ 53 ] |
| 64          | محمد بن عمر الكرجي الواعظ - محمد بن مطرف                               | سكينة الشهابي                                              | 2005      | [ 54 ] |
| 65          | محمد بن مظفر بن موسى - مالك بن أدهم السلاماني                          | سكينة الشهابي                                              | 2005      | [ 55 ] |
| 66          | مالك بن أدهم الباهلي - مروان بن محمد الطاطري                           | سكينة الشهابي                                              | 2005      | [ 56 ] |
| 67          | مروان بن محمد - مطيع بن إياس                                           | سكينة الشهابي                                              | 2006      | [ 57 ] |
| 68          | المظفر بن أحمد - معبد بن وهب                                           | سكينة الشهابي                                              | 2007      | [ 58 ] |
| 69          | معبد بن هلال العنزي البصري - منصور بن محمد المهدي الشافعي              | سكينة الشهابي                                              | 2011      | [ 59 ] |
| 70          | منصور بن محمد بن علي الوليدي - ميمون بن إبراهيم                        | سكينة الشهابي                                              | 2018      | [ 60 ] |
| 71          | ميمون بن إسماعيل - واثلة بن الأسقع الليثي                              | سكينة الشهابي                                              | 2018      | [ 61 ] |
| 76          | الكنى: أبو ثابت – أبو هاشم و أبو هريرة - رجل آخر                       | عدنان عمر الخطيب                                           | 2018      | [ 62 ] |
| 80          | تراجم النساء                                                           | سكينة الشهابي                                              | 1981      | [ 63 ] |